# Ruika Satō
Ruika Satō (japanisch 佐藤 瑠香; * 27. März 1992) ist eine ehemalige japanische Judoka, die 2018 bei den Asienspielen gewann.

## Sportliche Karriere
Ruika Satō kämpfte in der Gewichtsklasse bis 78 Kilogramm, dem Halbschwergewicht.
Nachdem sie 2007 Zweite der U20-Asienmeisterschaften war, siegte sie 2008. Bei den Juniorenweltmeisterschaften 2008 erkämpfte sie eine Bronzemedaille. 2010 gewann Ruika Satō beim Turnier in Rio de Janeiro ihren ersten Grand-Slam-Titel. 2012 siegte sie erstmals beim Grand Slam in Tokio. Im Mai 2013 gewann sie ihren ersten japanischen Meistertitel. Bei den Weltmeisterschaften 2013 in Rio de Janeiro belegte Satō den siebten Platz, nachdem sie im Viertelfinale gegen die Nordkoreanerin Sol Kyong verloren hatte.
2014 und 2016 wurde Ruika Satō erneut japanische Meisterin, 2016 siegte sie zum zweiten Mal beim Grand Slam in Tokio. 2017 wurde sie Fünfte bei den Weltmeisterschaften in Budapest, nachdem sie im Halbfinale der Brasilianerin Mayra Aguiar unterlegen war. Anfang 2018 trafen Aguiar und Satō im Finale des Grand-Slam-Turniers in Düsseldorf erneut aufeinander und diesmal siegte die Japanerin. Im August 2018 bei den Asienspielen in Jakarta bezwang Ruika Satō im Halbfinale die Chinesin Ma Zhenzhao und im Finale die Südkoreanerin Park Yi-jin. Im November 2018 siegte sie beim Grand Slam in Osaka, das als Ersatz für Tokio eingesprungen war. Ruika Satō beendete ihre Karriere 2021, nachdem sie bei den japanischen Meisterschaften noch einmal Zweite geworden war.